# Cion Pinjan
Cion Pinjan (hebrejsky: ציון פיניאן) je izraelský politik a poslanec Knesetu za stranu Likud.

## Biografie
Narodil se roku 1951 v Maroku. Do Izraele přesídlil roku 1956. Absolvoval kurz pro učitele matematiky a hebrejštiny. Žije ve městě Tiberias, je ženatý, má šest děti. Hovoří hebrejsky a arabsky. Nesloužil v izraelské armádě, protože jako člověk postižený dětskou obrnou získal výjimku z vojenské povinnosti.

## Politická dráha
Po dvacet let zasedal ve vedení města Tiberias, z toho 15 let jako místostarosta nebo úřadující starosta. Má za sebou dráhu ředitele střední školy v Tiberiasu.
Do Knesetu nastoupil po volbách roku 2009, ve kterých kandidoval za stranu Likud. Od roku 2009 je v Knesetu členem výboru House Committee, finančního výboru, výboru pro vnitřní záležitosti a životní prostředí, výboru pro vzdělávání, kulturu a sport, výboru pro drogy a výboru pro televizi a rozhlas.